# Высоцкое (Ярославский район)
Высоцкое — село в Ярославском районе Ярославской области России,  входит в состав Туношенского сельского поселения, относится к Лютовскому сельскому округу.

## География
Расположено в 15 км на юг от центра поселения села Туношна и 26 км на юго-восток от южной границы Ярославля.

## История
Воскресенская церковь в селе построена в 1803 году. Престолов в ней было три: Воскресения Христова, преподоб. Сергия Радонежского чудотв. и Покрова Пресвятой Богородицы.
В конце XIX — начале XX века село входило в состав Троицкой волости Ярославского уезда Ярославской губернии. В 1883 году в селе было 33 двора.
С 1929 года село входило в состав Сеславинского сельсовета Ярославского района, в 1944 — 1959 годах — в составе Бурмакинского района, с 1954 года — в составе Лютовского сельсовета, с 2005 года — в составе Туношенского сельского поселения.

## Население
| 1859 | 1883 | 2007 | 2010 |
| ---- | ---- | ---- | ---- |
| 195  | ↗241 | ↘10  | ↗11  |

## Достопримечательности
В селе расположена действующая Церковь Воскресения Христова (1803).